# مستقبل الأطفال
"مستقبل الأطفال" هو برنامج تعاوني بين كل من مدرسة وودرو ويلسون للشؤون العامة والدولية في جامعة برينستون ومعهد بروكينغز. ويتمثل الهدف من برنامج مستقبل الأطفال في ترجمة أفضل أبحاث العلوم الاجتماعية إلى معلومات مفيدة لصانعي سياسات السياسة العامة وممارسيها ومقدمي منحها ودعاتها ووسائل إعلامها وطلابها. وينشر المشروع مجلتين ونشرات سياسية كل عام، ويقدم العديد من الملخصات الموجزة حول أعماله. ونظرًا لأن مشروع مستقبل الأطفال يهدف إلى الوصول إلى جمهور واسع مع أفضل البحوث الممكنة، فإن المقالات الواردة في المجلات هي عبارة عن استعراضات للأدبيات والتي تقدم رؤية متوازنة من المؤلفات والأدلة وتستعرض البحوث الأساسية والبحوث «ذات الصلة بالسياسة» لتسليط الضوء على ما هو معروف وكذلك ما هو فعال وتجنب استخدام اللغة الفنية بشكل مفرط. كذلك يدعم المشروع العديد من أنشطة التوعية مثل مؤتمرات الممارسين ومنتديات صانع السياسات ونشرها على موقع المشروع على الإنترنت. وتماشيًا مع التزام المشروع بالوصول إلى قاعدة كبيرة من الجمهور، يقدم مشروع مستقبل الأطفال كل النسخ الإلكترونية من المواد الخاصة به على موقعه الإلكتروني، www.futureofchildren.org، وحضور منتديات التوعية الخاصة به مجاني.

## وصلات خارجية
- The Future of Children
- The Future of Children blog
- Princeton University
- Woodrow Wilson School of Public and International Affairs نسخة محفوظة 17 سبتمبر 2007 على موقع واي باك مشين.
- Brookings Institution Official Web Site